# Divá Bára (film)
Divá Bára je české filmové drama režiséra Vladimíra Čecha z roku 1949. Oproti stejnojmenné literární předloze jsou ve filmu některé věci změněny. Například hned úvodní scéna s porodem povídce vůbec neodpovídá.

## Obsazení
| Vlasta Fialová         | Bára                            |
| Robert Vrchota         | myslivec                        |
| Jana Dítětová          | Eliška                          |
| Jaroslav Vojta         | farář                           |
| Marie Brožová          | panna Pepinka, farářova sestra  |
| Antonín Rýdl           | obecní pastýř Jakub, Bářin otec |
| Jan Pivec              | panský správce Sláma            |
| Josef Kemr             | Josífek                         |
| Marie Rýdlová          | Vlčková, Josífkova matka        |
| Josef Vošalík          | Vlček, Josífkův otec            |
| Gustav Hilmar          | rychtář                         |
| Josef Maršálek         | Vojta, rychtářův syn            |
| Marie Blažková         | myslivcova matka                |
| Karolína Vávrová       | stařena-polednice               |
| Stanislava Strobachová | Jakubova žena, Bářina matka     |
| Eva Vrchlická          | kořenářka                       |
| Jan W. Speerger        | kočí                            |
| Anna Kadeřábková       | Marjánka, Vojtova nevěsta       |
| Lubomír Lipský         | mládenec                        |
| František Marek        | hostinský                       |
| Emil Kavan             | chasník                         |

## Tvůrci
- Námět: Božena Němcová novela Divá Bára
- Režie: Vladimír Čech